# Trail (Colúmbia Britânica)

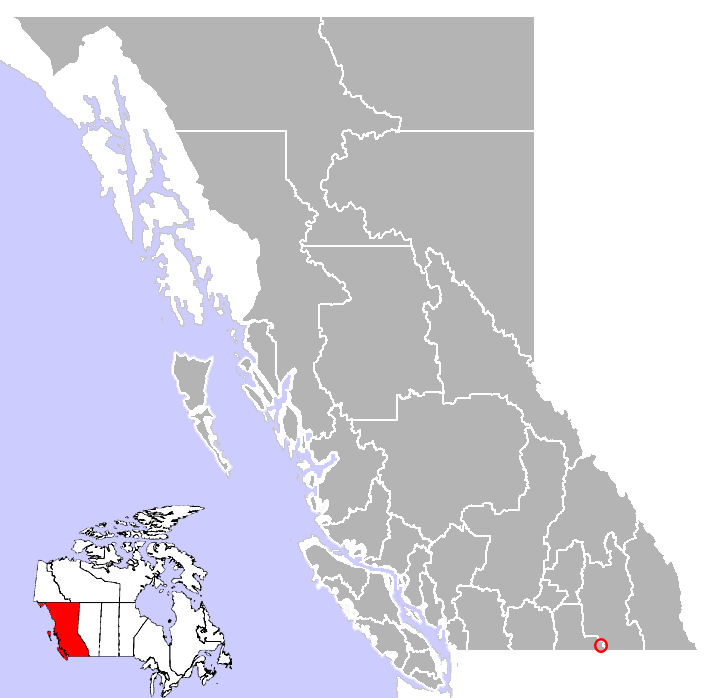
Localização de Trail na Colúmbia Britânica.

Trail é uma cidade do Canadá, província de Colúmbia Britânica. Sua área é de 34.78 km quadrados, e sua população é de 7575 habitantes (do censo nacional de 2001).